# Fédération mondiale de badminton
Pour les articles homonymes, voir BWF.
La Fédération mondiale de badminton (Badminton World Federation en anglais ou BWF) est une association de fédérations nationales et régionales fondée en 1934 en tant que International Badminton Federation ou IBF, ayant pour vocation de gérer, de développer le badminton dans le monde et d'être responsable des règles du jeu. Son siège est situé en Malaisie, à Kuala Lumpur depuis 2005. En 2022, elle regroupe 198 associations, pour la plupart nationales, regroupées dans 5 confédérations continentales.
Depuis le 18 mai 2013, son président est Poul-Erik Høyer Larsen, ancien joueur danois, médaille d'or en simple hommes aux Jeux olympiques d'Atlanta en 1996. Il était président de la Confédération européenne de badminton depuis 2010 mais a renoncé à son poste quand il a été élu à la présidence de la BWF.

## Histoire
Dans les années 1860-70, période où le badminton était perçu comme un loisir, de nombreuses variations des règles existaient. Malgré cela, le badminton gagna en popularité en Angleterre au cours des années 1880, quand les premiers clubs furent créés et que les rencontres interclubs devinrent régulières.
En raison de cet accroissement de la popularité du jeu mais également en raison de l'émergence de règles diverses, notamment la taille des courts et des équipements, une réunion fut organisée à Londres pour apporter de l'uniformité et de la cohérence à ce sport. En 1893, The Badminton Association fut fondée avec 14 clubs qui y étaient affiliés. Les dimensions du court ainsi que plusieurs règles relatives au jeu ont été adoptées. L'association basée en Angleterre devint le gardien des lois du jeu et le resta pendant 40 ans.
De plus en plus de clubs furent créés et des fédérations nationales apparurent en Europe, en Océanie et aux Amériques. The Badminton Association, qui était une entité anglaise, compris qu'il était temps que les affaires du badminton soient gérées par une entité internationale et représentative. Une des propositions de Badminton Association était de créer une « Fédération Internationale de Badminton » (International Badminton Federation, abrégée IBF) qui serait responsable des lois du jeu et du contrôle de tous les aspects de ce sport de par le monde.
Badminton Association initia une réunion et invita à Londres 9 associations actives à cette époque : Angleterre, Canada, Danemark, Écosse, France, Irlande, Nouvelle-Zélande, Pays-Bas et Pays de Galles. Cette réunion eut lieu le 5 juillet 1934 et l'IBF fut créée. Les membres du Conseil furent élus. Sir George Thomas devint le 1er président de l'IBF.
L'IBF a été rebaptisée Badminton World Federation (abrégée BWF) le 24 septembre 2006.
Le siège de cette fédération était situé à Cheltenham au Royaume-Uni depuis 1934, mais il fut transféré en Malaisie à Kuala Lumpur le 1er octobre 2005.

## Organisation
Au 2 novembre 2022, la BWF regroupe 198 associations (fédérations nationales ou régionales) réparties en cinq confédérations continentales, :

Carte du monde des pays membres de la BWF avec les 5 confédérations (en 2018)

| Région | Région   | Confédération                     | Abrév. | Membres, |
| ------ | -------- | --------------------------------- | ------ | -------- |
|        | Asie     | Badminton Asia                    | BA     | 44 (1)   |
|        | Europe   | Badminton Europe                  | BE     | 54 (1)   |
|        | Amérique | Badminton Pan Am                  | BPA    | 37 (3)   |
|        | Afrique  | Badminton Confederation of Africa | BCA    | 46 (1)   |
|        | Océanie  | Badminton Oceania                 | BO     | 17 (3)   |
| Total  | Total    | Total                             | Total  | 198 (9)  |

## Membres

### Afrique
46 associations africaines sont membres de la BWF :
- Afrique du Sud
- Algérie
- Bénin
- Botswana
- Burkina Faso
- Burundi
- Cameroun
- République centrafricaine
- Comores
- République du Congo
- R.D. du Congo
- Côte d'Ivoire
- Djibouti
- Égypte
- Érythrée
- Eswatini
- Éthiopie
- Gambie
- Ghana
- Guinée
- Guinée équatoriale
- Kenya
- Lesotho
- Libye
- Madagascar
- Malawi
- Maroc
- Maurice
- Mauritanie
- Mozambique
- Namibie
- Niger
- Nigeria
- Ouganda
- La Réunion(a)
- Sainte-Hélène
- Sénégal
- Seychelles
- Sierra Leone
- Somalie
- Soudan
- Tanzanie
- Togo
- Tunisie
- Zambie
- Zimbabwe

(a) : membre associé

### Asie
43 associations asiatiques sont membres de Badminton Asia et la BWF compte 1 membre associé supplémentaire :
- Afghanistan
- Arabie saoudite
- Bahreïn
- Bangladesh
- Bhoutan
- Birmanie
- Brunei
- Cambodge
- Chine
- Corée du Nord
- Corée du Sud
- Émirats arabes unis
- Hong Kong
- Inde
- Indonésie
- Irak
- Iran
- Japon
- Jordanie
- Kazakhstan
- Koweït
- Kirghizistan
- Laos
- Liban
- Macao
- Malaisie
- Maldives
- Mongolie
- Népal
- Oman(a)
- Ouzbékistan
- Pakistan
- Palestine
- Philippines
- Qatar
- Singapour
- Sri Lanka
- Syrie
- Tadjikistan
- Taïpei chinois
- Thaïlande
- Timor oriental
- Turkménistan
- Viêt Nam

(a) : membre associé, non inscrit comme membre de Badminton Asia

### Amériques
37 associations américaines sont membres de la BWF :
- Argentine
- Aruba
- Barbade
- Bermudes
- Bolivie
- Brésil
- Îles Caïmans
- Canada
- Chili
- Colombie
- Costa Rica
- Cuba
- Curaçao
- République dominicaine
- Équateur
- États-Unis
- Grenade
- Guadeloupe(a)
- Guatemala
- Guyana
- Guyane(a)
- Haïti
- Honduras
- Jamaïque
- Malouines
- Martinique(a)
- Mexique
- Panama
- Paraguay
- Pérou
- Porto Rico
- Sainte-Lucie
- Salvador
- Suriname
- Trinité-et-Tobago
- Uruguay
- Venezuela

(a) : membre associé

### Europe
52 associations européennes sont membres de Badminton Europe et la BWF compte 2 membres supplémentaires :
- Albanie
- Allemagne
- Angleterre
- Arménie
- Autriche
- Azerbaïdjan
- Belgique
- Biélorussie
- Bosnie-Herzégovine
- Bulgarie
- Chypre
- Croatie
- Danemark
- Écosse
- Espagne
- Estonie
- Îles Féroé
- Finlande
- France
- Géorgie
- Gibraltar
- Grèce
- Groenland
- Hongrie
- Irlande
- Islande
- Israël
- Italie
- Kosovo*
- Lettonie
- Liechtenstein
- Lituanie
- Luxembourg
- Macédoine du Nord
- Malte
- Île de Man(a)
- Moldavie
- Monaco
- Monténégro
- Norvège
- Pays-Bas
- Pays de Galles
- Pologne
- Portugal
- Roumanie
- Russie
- Serbie
- Slovaquie
- Slovénie
- Suède
- Suisse
- Tchéquie
- Turquie
- Ukraine

* : Le Kosovo est membre de la BWF mais n'est pas inscrit sur le site de Badminton Europe

(a) : membre associé

### Océanie
17 associations de l'Océanie sont membres de la BWF :
- Australie
- Îles Cook
- Fidji
- Guam
- Kiribati
- Îles Mariannes du Nord(a)
- Nauru
- Île Norfolk
- Nouvelle-Calédonie(a)
- Nouvelle-Zélande
- Papouasie-Nouvelle-Guinée
- Polynésie française
- Îles Salomon
- Samoa
- Tonga
- Tuvalu
- Wallis-et-Futuna(a)

(a) : membre associé

## Compétitions

### Événements internationaux
La Fédération internationale de badminton organise régulièrement plusieurs grands événements internationaux :
- les Jeux olympiques en collaboration avec le CIO, tous les 4 ans ;
- les Championnats du monde, tous les ans sauf les années olympiques ;
- les Championnats du monde Junior, tous les ans ;
- les Championnats du monde Senior, tous les 2 ans ;
- les Championnats du monde para-badminton, tous les 2 ans ;
- la Thomas Cup, compétition par équipes masculines, tous les 2 ans (années paires), en même temps que l'Uber Cup ;
- l'Uber Cup, compétition par équipes féminines ;
- la Sudirman Cup, compétition par équipes mixtes, tous les 2 ans (années impaires) ;

Deux événements ne sont plus organisés régulièrement :
- la World Cup ;
- le World Grand Prix.

### Tournois réguliers
La BWF supervise aussi le circuit des tournois internationaux. Tous les 3 ans, elle classe ces tournois en plusieurs catégories selon leur importance.
De 2007 à 2017, il existait 7 catégories de tournois :
- les Super Series Premier, regroupant les 5 tournois les plus prestigieux, sorte d'équivalent pour le badminton des tournois du Grand Chelem au tennis ;
- les Super Series, 7 tournois prestigieux, équivalent pour le badminton des tournois Masters 1000 au tennis ;
- les Grands Prix Gold, ensemble de tournois de rang inférieur aux BWF Super Series ;
- les Grands Prix, 1er niveau de tournois internationaux reconnus par la BWF ;
- les International Challenge ;
- les International Series ;
- les Futures Series.

Les 3 derniers niveaux correspondent généralement à des tournois d'envergure continentale et sont organisés par les Confédérations ou les pays membres eux-mêmes.
En fin d'année, les joueurs ayant obtenu les meilleurs résultats dans les tournois des catégories BWF Super Series se qualifient pour les BWF Masters Finals.
En 2017, la Fédération internationale annonce une réforme de la structure des tournois pour la saison 2018. Les tournois sont désormais répartis en 6 catégories au sein du BWF World Tour (Super 1000, Super 750, Super 500, Super 300 et Super 100) en remplacement des tournois Super Series et Grand Prix. Les 3 niveaux inférieurs (International Challenge, International Series et Futures Series) sont conservés.

## Classement mondial

### Généralités
Le BWF World Ranking est le classement officiel de la Fédération internationale de badminton. Il est utilisé pour déterminer les qualifications pour les compétitions majeures : Championnats du monde, Jeux olympiques, mais également pour les tournois BWF Super Series ou BWF Grand Prix. Tous les tirages au sort des tournois organisés par la BWF sont effectués à partir de ce classement.
Les joueurs de moins de 19 ans pouvaient être classés dans le BWF World Junior Ranking cependant celui-ci n’est plus d’actualité depuis le premier trimestre 2019 après avoir été introduit en janvier 2011

### Attribution des points

#### Compétitions individuelles
Les points sont attribués en fonction du niveau de chaque compétition et du résultat de chaque joueur ou paire à cette compétition. Le calcul est effectué en prenant en compte les résultats aux tournois auxquels les joueurs ont participé au cours de 52 semaines précédentes. Si un joueur ou une paire a participé à 10 tournois ou moins en 52 semaines, le classement est élaboré par l'addition des points gagnés dans les tournois. Si un joueur ou une paire a participé à 11 tournois ou plus, seuls les 10 meilleurs résultats obtenus au cours de la période de 52 semaines sont pris en compte,.
Les points sont attribués selon le tableau ci-dessous :
| Tournoi                                          | Victoire | Finale | 1/2            | 1/4   | 1/8e  | 1/16e | 1/32e | 1/64e | 1/128e | 1/256e | 1/512e |
| ------------------------------------------------ | -------- | ------ | -------------- | ----- | ----- | ----- | ----- | ----- | ------ | ------ | ------ |
| Jeux olympiques Championnats du monde            | 12 000   | 10 200 | 9 200(1) 8 400 | 6 600 | 4 800 | 3 000 | 1 200 | 600   | 240    | 120    | 60     |
| Super Series Masters Finals Super Series Premier | 11 000   | 9 350  | 7 700          | 6 050 | 4 320 | 2 660 | 1 060 | 520   |        |        |        |
| Super Series                                     | 9 200    | 7 800  | 6 420          | 5 040 | 3 600 | 2 220 | 880   | 430   |        |        |        |
| Grand Prix Gold (2)                              | 7 000    | 5 950  | 4 900          | 3 850 | 2 750 | 1 670 | 660   | 320   | 130    | 60     | 30     |
| Grand Prix (3)                                   | 5 500    | 4 680  | 3 850          | 3 030 | 2 110 | 1 290 | 510   | 240   | 100    | 45     | 30     |
| International Challenge                          | 4 000    | 3 400  | 2 800          | 2 200 | 1 520 | 920   | 360   | 170   | 70     | 30     | 20     |
| International Series (4)                         | 2 500    | 2 130  | 1 750          | 1 370 | 920   | 550   | 210   | 100   | 40     | 20     | 10     |
| Future Series                                    | 1 700    | 1 420  | 1 170          | 920   | 600   | 350   | 130   | 60    | 20     | 10     | 5      |

Notes :
1. Aux Jeux olympiques, le 3e gagne 9 200 points et le 4e remporte 8 400 points.
2. Les Championnats d'Asie et d'Europe sont assimilés à des tournois Grand Prix Gold.
3. Les Championnats panaméricains et d'Océanie sont assimilés à des tournois Grand Prix.
4. Les Championnats d'Afrique sont assimilés à des tournois International Series.

#### Compétitions par équipes
Parallèlement au classement individuel, il existe un classement par équipes (World Team Ranking en anglais), ayant pour but de mesurer la force globale des joueurs des associations membres de la BWF (autrement dit les pays). Ce classement est établi en fonction des classements individuels des joueurs mais aussi grâce aux résultats à certaines compétitions par équipes.
Ce classement ne sert toutefois pas à déterminer les têtes de série lors des compétitions par équipes nationales, lequel est basé sur un autre mode de calcul.
Parallèlement, les joueurs qui participent à des compétitions par équipes gagnent des points qui sont comptabilisés pour leur classement individuel.
Au 6 janvier 2015, la Chine est numéro 1 avec 16 200 points, devant la Corée du Sud (12 800 points) et le Japon (12 200 points). La France est 15e, le Canada 17e, la Suisse 27e et la Belgique 38e.
Le tableau ci-dessous détialle le nombre de points attribués en fonction du classement du meilleur joueur de chaque pays, à une date déterminée. Exemple : si le joueur de simple hommes le mieux classé d'un pays est dans le Top 10, son pays se voit attribuer 1 200 points.
| Discipline    | Top 3 | Top 10 | Top 20 | Top 50 | Top 100 | Top 200 | Top 500 | Au-delà |
| ------------- | ----- | ------ | ------ | ------ | ------- | ------- | ------- | ------- |
| Simple hommes | 1 500 | 1 200  | 1 000  | 750    | 500     | 250     | 100     | 10      |
| Simple dames  | 1 500 | 1 200  | 1 000  | 750    | 500     | 250     | 100     | 10      |
| Double hommes | 1 500 | 1 200  | 1 000  | 500    | 250     | 125     | 50      | 5       |
| Doubles dames | 1 500 | 1 200  | 1 000  | 500    | 250     | 125     | 50      | 5       |
| Double mixte  | 1 500 | 1 200  | 1 000  | 500    | 250     | 125     | 50      | 5       |

Les tableaux ci-après détaillent les points attribués à chaque association en fonction des résultats obtenus lors des Thomas Cup, Uber Cup et Sudirman Cup.
| Résultat   | Équipes européennes              | Équipes asiatiques               | Équipes panaméricaines           | Équipes africaines               | Équipes océaniennes              |
| ---------- | -------------------------------- | -------------------------------- | -------------------------------- | -------------------------------- | -------------------------------- |
| 1er        | Qualifié pour les phases finales | Qualifié pour les phases finales | Qualifié pour les phases finales | Qualifié pour les phases finales | Qualifié pour les phases finales |
| 2e         | Qualifié pour les phases finales | Qualifié pour les phases finales | 400                              | 300                              | 300                              |
| 3e         | Qualifié pour les phases finales | Qualifié pour les phases finales | 375                              | 287,5                            | 275                              |
| 4e         | si pas qualifié 600              | si pas qualifié 650              | 350                              | 287,5                            | 250                              |
| 5e         | 567,5                            | 625                              | 312,5                            | 187,5                            | 225                              |
| 6e         | 567,5                            | 600                              | 312,5                            | 187,5                            |                                  |
| 7e         | 437,5                            | 467,5                            | 262,5                            | 187,5                            |                                  |
| 8e         | 437,5                            | 467,5                            | 262,5                            | 187,5                            |                                  |
| 9e         | 437,5                            | 387,5                            | 212,5                            | 100                              |                                  |
| 10e        | 437,5                            | 387,5                            | 212,5                            | 100                              |                                  |
| 11e        | 437,5                            | 387,5                            | 175                              | 100                              |                                  |
| 12e        | 437,5                            | 387,5                            |                                  |                                  |                                  |
| 13e au 18e | 287,5                            | 325                              |                                  |                                  |                                  |
| 19e au 24e | 137,5                            |                                  |                                  |                                  |                                  |
| 25e et 26e | 37,5                             |                                  |                                  |                                  |                                  |

| Résultat        | Thomas Cup & Uber Cup | Sudirman Cup                          |
| --------------- | --------------------- | ------------------------------------- |
| Vainqueur       | 2 500                 | 5 000                                 |
| Finaliste       | 2 000                 | 4 000                                 |
| Demi-finale     | 1 500                 | 3 000                                 |
| Quart de finale | 1 000                 | 2 000                                 |
| 9e à 12e        | 750                   | 1 500                                 |
| 13e à 50e       | -                     | de 1 250 à 325, dégressif de 25 en 25 |

## Présidents
La liste des présidents de la Fédération internationale depuis sa création en 1934 figure ci-dessous :
| N° | Période     | Nom                    |
| -- | ----------- | ---------------------- |
| 1  | 1934 - 1955 | George Alan Thomas     |
| 2  | 1955 - 1957 | John Plunkett-Dillon   |
| 3  | 1957 - 1959 | Brigadier Bruce Hay    |
| 4  | 1959 - 1961 | ACJ van Vossen         |
| 5  | 1961 - 1963 | John McCallum          |
| 6  | 1963 - 1965 | Nils Peder Kristensen  |
| 7  | 1965 - 1969 | David Bloomer          |
| 8  | 1969 - 1971 | Humphrey Chilton       |
| 9  | 1971 - 1974 | Ferry Sonneville       |
| 10 | 1974 - 1976 | Stuart Wyatt           |
| 11 | 1976 - 1981 | Stellan Mohlin         |
| 12 | 1981 - 1984 | Craig Reedie           |
| 13 | 1984 - 1986 | Poul-Erik Nielsen      |
| 14 | 1986 - 1990 | Ian Palmer             |
| 15 | 1990 - 1993 | Arthur Jones           |
| 16 | 1993 - 2001 | Lu Shengrong           |
| 17 | 2001 - 2005 | Korn Dabbaransi        |
| 18 | 2005 - 2013 | Kang Young-joong       |
| 19 | 2013 -      | Poul-Erik Høyer Larsen |